# Sebastian Bea
Sebastian Bea (né le 10 avril 1977 à San Francisco) est un rameur américain.

## Biographie

### Palmarès

#### Aviron aux Jeux olympiques
- 2000 à Sydney,  Australie
  -  Médaille d'argent en deux sans barreur[1]

#### Championnats du monde d'aviron
- 1997 à Aiguebelette,  France
  -  Médaille d'or en huit